# L'Équilibre (album d'Emmanuel Moire)
Pour les articles homonymes, voir L'Équilibre.
Albums de Emmanuel Moire
(Là) où je pars
(2006) Le Chemin
(2013)
Singles
1. Adulte & sexy
Sortie : février 2009
2. Sans dire un mot
Sortie : juin 2009
3. Promis
Sortie : novembre 2009

L'Équilibre est le deuxième album studio du chanteur français Emmanuel Moire, sorti en avril 2009. 
Il se vend à 50 000 exemplaires. En une semaine, il se vend en France à 6 800 exemplaires et atteint la 8e position.

## Classements et certifications
| Pays                         | Meilleure position |
| ---------------------------- | ------------------ |
| Belgique (Wallonie Ultratop) | 19                 |
| France (SNEP)                | 7                  |
| Suisse (Schweizer Hitparade) | 92                 |

### Certifications
| Pays   | Certification |
| ------ | ------------- |
| France | Or            |

## Fiche technique

### Liste des titres
| 1.  | Suite et fin               | Emmanuel Moire, Yann Guillon | Emmanuel Moire, Ninjamix | 5:30 |
| 2.  | Adulte & sexy              | Moire, Guillon               | Moire, Ninjamix          | 3:17 |
| 3.  | Sans dire un mot           | Moire, Guillon               | Moire, Ninjamix          | 3:34 |
| 4.  | Mieux vaut toi que jamais  | Moire, Guillon               | Moire, Ninjamix          | 3:25 |
| 5.  | L'adversaire               | Moire, Guillon               | Moire, Ninjamix          | 4:49 |
| 6.  | Dis-moi encore             | Moire, Guillon               | Moire, Ninjamix          | 3:48 |
| 7.  | Promis                     | Moire, Guillon               | Moire, Ninjamix          | 4:03 |
| 8.  | L'attraction               | Moire, Guillon               | Moire, Ninjamix          | 4:16 |
| 9.  | Habillez-moi               | Doriand, Claire Joseph       | Moire, Ninjamix          | 4:36 |
| 10. | Sois tranquille            | Moire, Guillon               | Moire, Ninjamix          | 4:43 |
| 11. | Retour à la vie            | Moire, Guillon               | Moire, Ninjamix          | 5:22 |
| 12. | Devant l'ultimatum (bonus) | Moire, Guillon               | Moire, Ninjamix          | 3:48 |